# Marihuana Tax Act

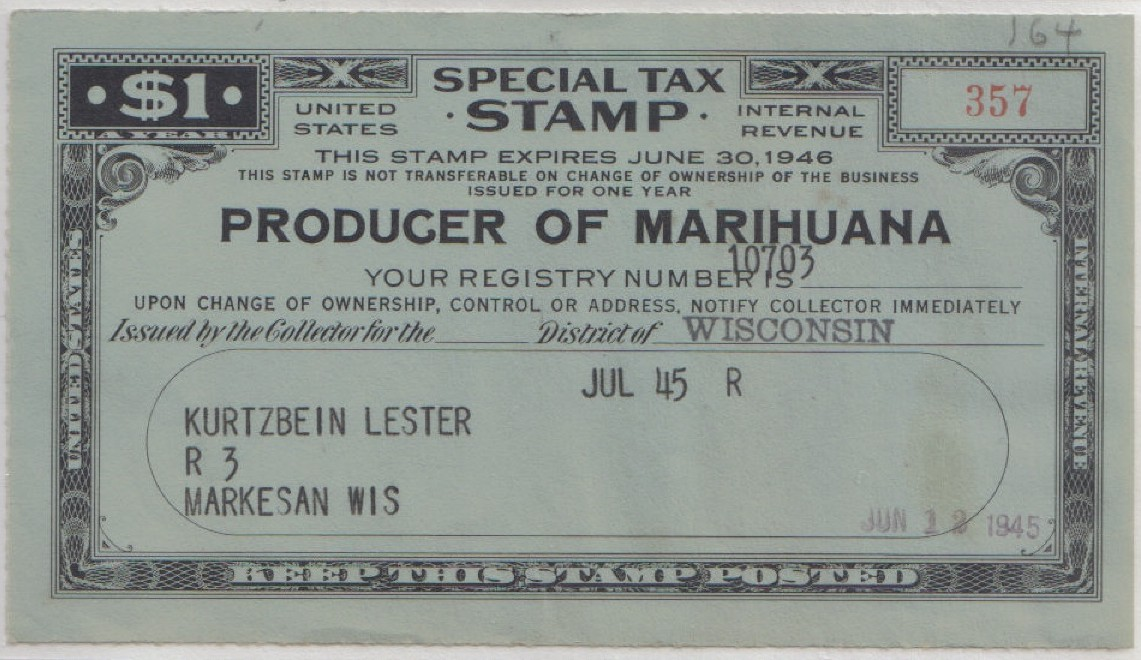
Este timbre especial «Producer of Marihuana» se remonta a julio de 1945.

La Marihuana Tax Act (o "Ley de Tasación de la Marihuana") es una ley adoptada el 2 de agosto de 1937 en Estados Unidos, instaurando un gravamen a todas las entidades vinculadas con el Cannabis: importadores, productores, industriales, comerciantes, intermediarios, consumidores, e incluso especialistas que por alguna razón la recetaban o la usaban en sus preparados, tales como dentistas, médicos, veterinarios, farmacéuticos.

## Historia
Sin directamente criminalizar a la propia marihuana, esta ley imponía duras penas (hasta dos mil dólares de multa, y hasta cinco años de prisión) en caso de infracción, lo que tenía por objetivo disuadir el consumo de la droga, dada la supuesta importancia de los riesgos.
Esta ley fue presentada en el Congreso por Harry J. Anslinger, comisario del 'Federal Bureau of Narcotics' (Oficina Federal de Narcóticos), después de una decena de años de 'lobby' intensivo, realizado con ciertos ribetes o resabios racistas, y con el fin de obtener una legislación federal sobre el cáñamo.
Conviene señalar el uso inicial de la ortografía en inglés (hoy día poco utilizada en ese idioma) « marihuana » transcripción en lengua inglesa de la pronunciación « marijuana » : era la fórmula usual en los documentos federales de la época, y que hoy día da base a la ley HR 3037 del Congreso, votada en el año 2005, sobre el cultivo del cáñamo industrial.
Condenado en 1965 a 30 años de reclusión por posesión ilegal de "marijuana", en virtud de la 'Marihuana Tax Act', Timothy Leary apeló esta decisión alegando que esta ley era anticonstitucional, dada la Quinta Enmienda, ya que la persona deseosa de liberarse de pagar esta tasa (este impuesto) debía incriminarse ella misma. La Corte Suprema le dio la razón en 1969, y en su reemplazo, fue votada entonces la 'Controlled Substances Act' en 1970. Esta nueva ley implicó el colapso de la producción de cáñamo en Estados Unidos, seguida de la caída a nivel mundial del uso de este producto en la industria papelera.

## El informe "La Guardia"
La única autoridad que se opuso a la citada campaña mediática de Harry Anslinger contra el cannabis fue la del alcalde de Nueva York Fiorello La Guardia, quien en 1938 nombró una comisión investigadora, y que en 1944 enfrentó con dureza la campaña de Anslinger con el célebre 'La Guardia Committee'.